# Panorpa issikiana
Panorpa issikiana är en näbbsländeart som beskrevs av George W. Byers 1970. Panorpa issikiana ingår i släktet Panorpa och familjen skorpionsländor. Inga underarter finns listade i Catalogue of Life.